# Relaciones Alemania-Países Bajos

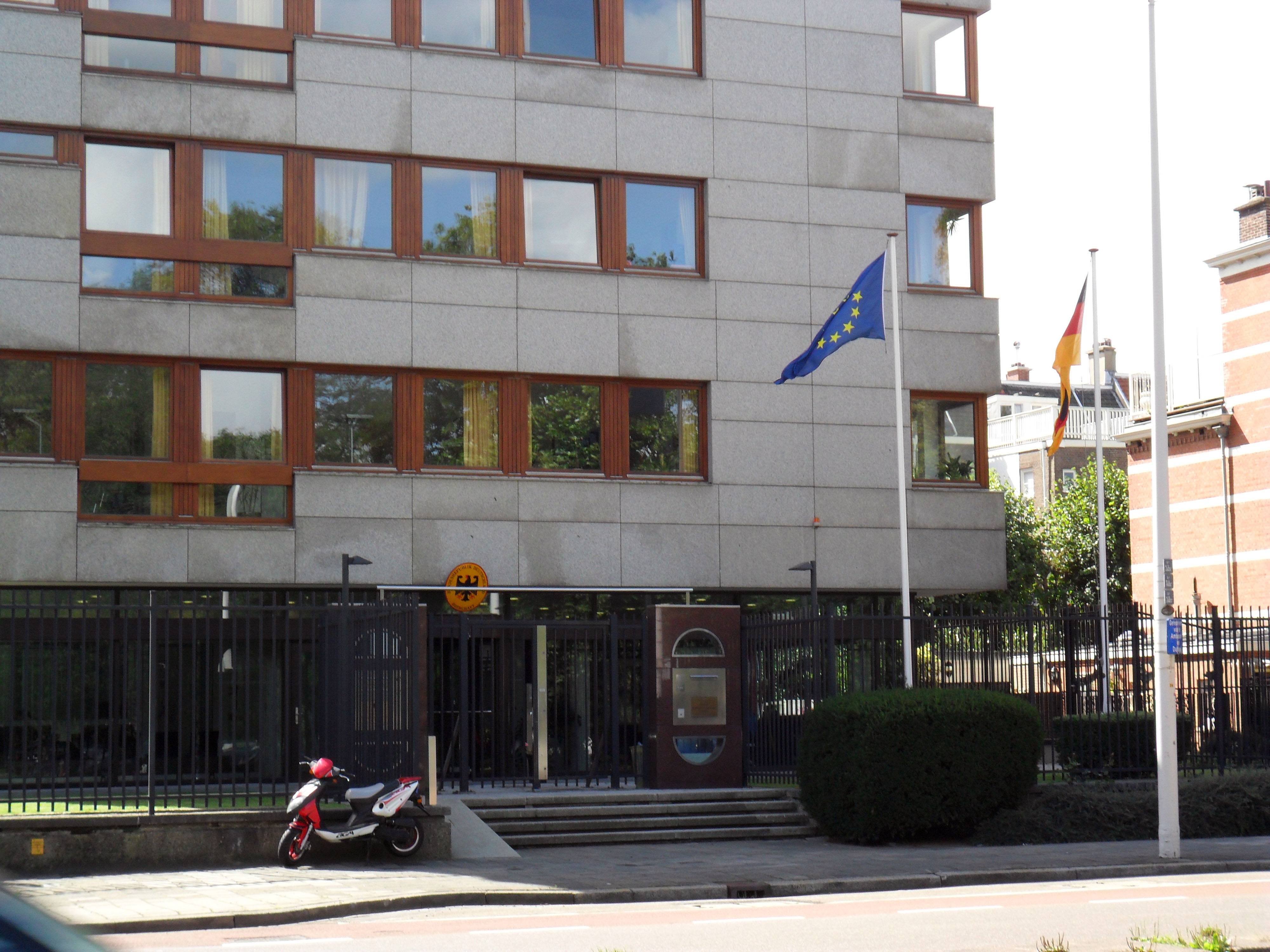
Embajada de Alemania en La Haya

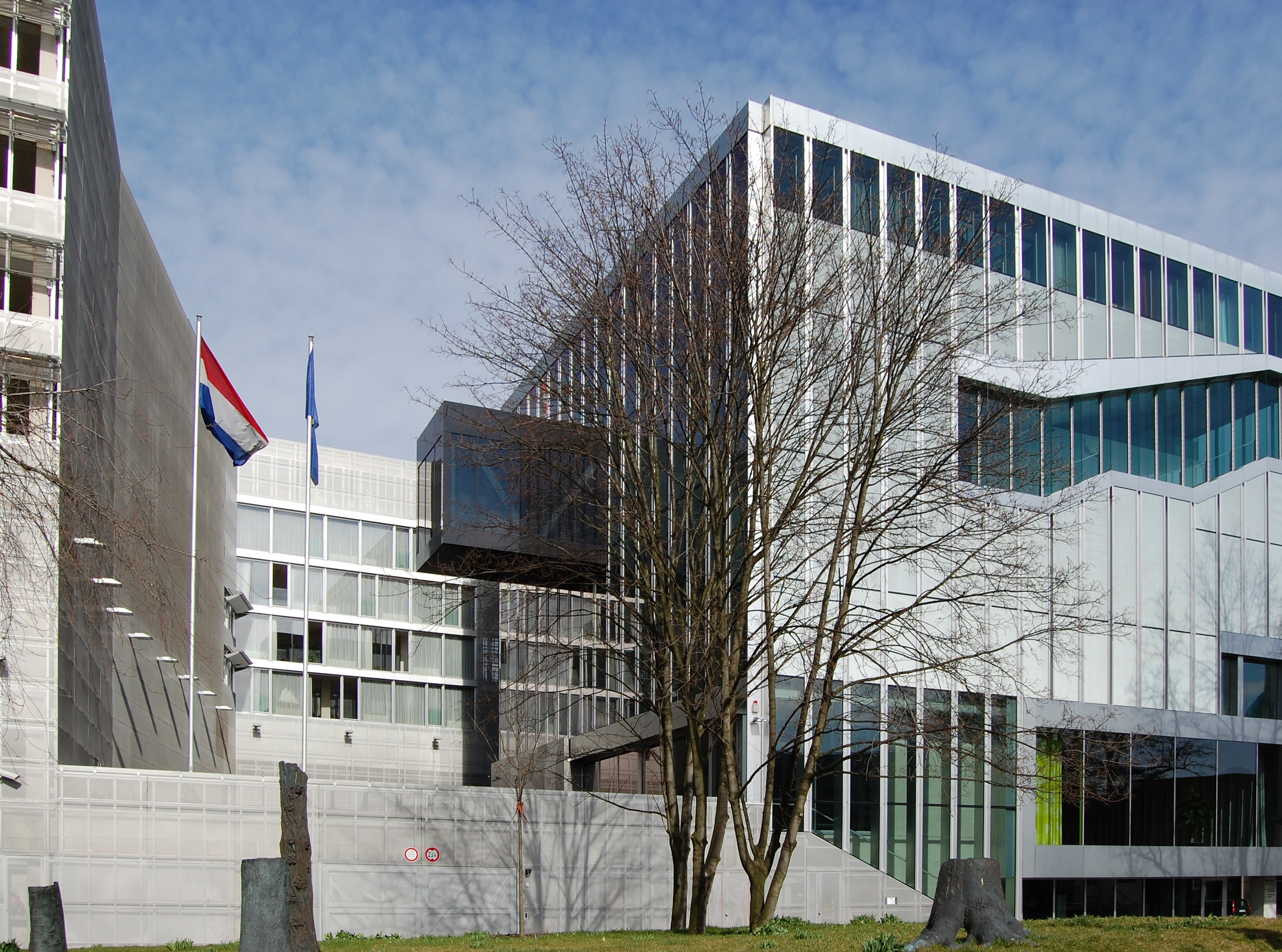
Embajada de los Países Bajos en Berlín

Las relaciones germano-holandesas son vínculos diplomáticos, militares y culturales entre las naciones limítrofes de Alemania y los Países Bajos. Las relaciones entre los estados modernos comenzaron después de que Alemania se uniera en 1871.  Antes de eso, los Países Bajos tenían relaciones con Prusia y otras naciones más pequeñas de habla alemana. Ambos países son miembros de pleno derecho del Consejo de Europa, la Unión Europea y la OTAN .

## Historia
En el siglo XV, María de Borgoña, duquesa titular de Borgoña, reinó sobre el Estado de Borgoña antes de casarse con el archiduque Maximiliano de Austria, el futuro emperador del Sacro Imperio Romano Germánico Maximiliano I en 1477.  Las Diecisiete Provincias surgieron de los Países Bajos de Borgoña, una serie de feudos en manos de la Casa de Valois-Borgoña y heredados por la dinastía de los Habsburgo en 1482. A partir de 1512, las Provincias formaron la mayor parte del Círculo de Borgoña . Cuando el emperador Carlos V, que secularizó el Príncipe-Obispado de Utrecht, comenzó la abdicación gradual de sus diversas coronas en octubre de 1555, su hijo Felipe II asumió el cargo de señor supremo del conglomerado de ducados, condados y otros feudales feudales conocidos como los Países Bajos de los Habsburgo. 
En 1566, comenzó la revuelta holandesa y la consiguiente Guerra de los Ochenta Años, y se acumularon una serie de incidentes y fricciones entre las provincias holandesas y su señor Habsburgo . En 1648, las Siete Provincias Unidas se independizaron y se separaron para formar la República Holandesa mediante la Paz de Westfalia . La Edad de Oro holandesa continuó en tiempos de paz, durante la cual el gobierno holandés trabajó con alemanes conocidos como Philipp Franz von Siebold y Caspar Schamberger en las Indias Orientales Holandesas en Japón, o el gobernador Peter Minuit en Nueva Holanda .
Desde mediados del siglo XVII, los costosos conflictos, incluidas las Guerras Anglo-Holandesas, la Guerra Franco-Holandesa y la Guerra de Sucesión Española, alimentaron el declive económico, incluida una fuerte dependencia de los franceses durante el período en los Países Bajos conocido como la República Bátava y el Reino de Holanda . Los Países Bajos recuperaron su independencia en 1813.
Durante la Primera Guerra Mundial, el ejército imperial alemán se abstuvo de atacar a los Países Bajos y así se preservaron las relaciones entre los dos estados. Al finalizar la guerra en 1918, el ex káiser Guillermo II huyó a los Países Bajos, donde vivió hasta su muerte en 1941. El ejército alemán ocupó los Países Bajos durante la Segunda Guerra Mundial y mantuvo el país bajo ocupación entre 1940 y 1945. Adolf Hitler había considerado a los Países Bajos adecuados para la anexión dentro del Gran Reich Germánico, viendo a los holandeses como un pueblo germánico relacionado. Durante este período, casi las tres cuartas partes de la población judía holandesa fueron asesinadas en el Holocausto. Ana Frank fue la víctima más famosa, ya que su diario sobrevivió y se publicó después de la guerra. La hambruna holandesa de 1944-1945, conocida en los Países Bajos como Hongerwinter (traducción literal: invierno del hambre), fue una hambruna que tuvo lugar en los Países Bajos ocupados por los alemanes, especialmente en las provincias occidentales densamente pobladas al norte del grandes ríos, durante el invierno de 1944-1945, cerca del final de la Segunda Guerra Mundial . Un bloqueo alemán cortó los envíos de alimentos y combustible desde las ciudades agrícolas. Unos 4,5 Millones de personas se vieron afectadas y sobrevivieron gracias a los comedores sociales. Se produjeron al menos entre 18.000 y 22.000 muertes debido a la hambruna.    La hambruna fue aliviada por la liberación de las provincias por los aliados en mayo de 1945. 
Los Países Bajos lanzaron la Operación Tulipán Negro en 1946 y anexaron algunos territorios alemanes . Los Países Bajos y la República Federal de Alemania permanecieron oficialmente en estado de guerra hasta el 26 de julio de 1951.  

## Presente
Alemania tiene una embajada en La Haya y cónsules en Ámsterdam, Arnhem, Eindhoven, Enschede, Groningen, Leeuwarden, Maastricht, Noord-Beveland, Róterdam, mientras que los Países Bajos tienen una embajada en Berlín y cónsules en Düsseldorf, Frankfurt, Hamburgo, Múnich y Stuttgart. . Ambas naciones son miembros de la Unión Europea y la OTAN .
Según el sitio web oficial del gobierno holandés, las relaciones entre ambos son actualmente "excelentes", disfrutando de "estrechos vínculos políticos, económicos, sociales, culturales, administrativos y personales". Alemania es también, con diferencia, el principal socio comercial de los Países Bajos, tanto en importaciones como en exportaciones. 

## Emigración
En 2017, alrededor de 164.000 personas de origen inmigrante holandés residían en Alemania. Alrededor de 77.000 alemanes residían en los Países Bajos.

## Embajadas
La Embajada de Alemania está ubicada en La Haya, Países Bajos . La Embajada de los Países Bajos está ubicada en Berlín, Alemania .

## Otras lecturas
- Jensen, Mette Bastholm. Solidaridad en acción: un análisis comparativo de los esfuerzos de rescate colectivo en la Dinamarca y los Países Bajos ocupados por los nazis (Yale University Press, 2007).
- Kennedy, John R. "Preparativos defensivos holandeses, 1933-1940" (DTIC, Escuela de Comando y Estado Mayor del Ejército, Fort Leavenworth Ks, 1989) en línea .
- Leurdijk, JH ed. La política exterior de los Países Bajos (Alphen aan den Rijn, 1978).
- Maass, Walter B. Los Países Bajos en guerra: 1940-1945 (Londres: Abelard-Schuman, 1970),
- Mason, Henry L. "La guerra llega a los Países Bajos: septiembre de 1939 a mayo de 1940". Ciencias Políticas Trimestrales 78.4 (1963): 548–580. En línea
- Moore, R. Refugiados de la Alemania nazi en los Países Bajos 1933-1940 (Springer, 2012).
- Moore, Bob. "Refugiados judíos en los Países Bajos 1933-1940: la estructura y el patrón de la inmigración de la Alemania nazi". Anuario del Leo Baeck Institute 29.1 (1984): 73-101.
- Pearson, Frederic S. Estado débil en la crisis internacional: el caso de los Países Bajos en la crisis de la invasión alemana de 1939-40 (1981).
- Steinberg, Jonathan. "Un plan alemán para la invasión de Holanda y Bélgica, 1897". Revista histórica 6.1 (1963): 107–119. En línea
- Tammes, Pedro. "Inmigrantes judíos en los Países Bajos durante la ocupación nazi". Revista de Historia Interdisciplinaria 37.4 (2007): 543–562. en línea
- Tuyll van Serooskerken, Hubert P. van. Países Bajos y la Primera Guerra Mundial: espionaje, diplomacia y supervivencia (2001) 381p.
- Vandenbosch, Anry.Política exterior holandesa desde 1815 (Hyperion Press, 1959) en línea para pedir prestado gratis
- Van Der Zee, Henri A., ed. El invierno hambriento: Holanda ocupada, 1944-1945 (Prensa de la Universidad de Nebraska, 1998).
- Van Kleffens, Eelco Nicolaas. Gigante sobre Holanda : la historia personal del ministro de Asuntos Exteriores holandés sobre la invasión de los Países Bajos (Columbia University Press, 1942)
- Warmbrunn, Werner Los holandeses bajo la ocupación alemana, 1940-1945 (Stanford University Press, 1963)